# DOG (Spiel)
DOG ist ein Brettspiel des deutschen Spieleverlags Schmidt Spiele, das 2008 erstmals erschien. Es handelt sich dabei um eine Überarbeitung des in der Schweiz beliebten gleichnamigen Spiels und damit um eine Variante des kanadischen Tock. DOG und Tock sind beide Ableitungen des Pachisi und damit vergleichbar mit bekannten Spielen wie Mensch ärgere dich nicht oder Ludo, werden im Gegensatz zu anderen Pachisi-Varianten jedoch nicht mit Würfeln, sondern wie Sorry! mit Karten als Antrieb für die Spielfiguren gespielt.
Aufbauend auf DOG veröffentlichte Schmidt Spiele weitere Ableitungen, vor allem die eigenständigen Spiele DOG Royal und Black DOG, die beide von Johannes Schmidauer-König entwickelt wurden. Basierend auf dem Kartensatz des DOG-Spiels entwickelten Michael Kiesling und Wolfgang Kramer zudem das Kartenspiel DOG cards, ein Kartenablagespiel ohne spielmechanischen Bezug zu DOG. Weiter wurde mit Dog Kids eine Einsteigerversion für Kinder ab 5 Jahren von Christian Fiore und Knut Happel geschaffen.

## Thema und Ausstattung
Bei dem Spiel DOG versuchen die Spieler wie bei anderen Pachisi-Ablegern, ihre eigenen Spielfiguren von den Startfeldern auf die Zielfelder zu ziehen und dabei das Spielbrett einmal zu umrunden. Als Antrieb für die Spielfiguren werden Karten genutzt, die entweder Zahlenwerte oder Sonderfunktionen aufweisen, die von den Spielern eingesetzt werden. DOG wird zudem in der Regel als Teamspiel gespielt, wobei jeweils zwei sich gegenübersitzende Spieler ein Team bilden.
Das Spielmaterial besteht neben einer Spielanleitung aus:
- einem Spielplan,
- 30 Spielfiguren, je fünf in sechs Spielerfarben,
- 110 Karten, davon je 8 Karten pro Kartentyp und 6 Joker-Karten.

## Spielweise
Grundsätzlich entspricht die Spielmechanik von DOG der anderer Pachisi-Abkömmlinge, wobei der Würfel durch einen Kartensatz ersetzt wurde. Anders als beim klassischen Tock und dem schweizerischen Dog handelt es sich allerdings nicht um ein klassisches französisches Kartenblatt, sondern um ein individuell für dieses Spiel entwickeltes Kartenblatt aus 110 Karten. Zu Beginn des Spiels wird das Spielfeld in der Tischmitte aufgebaut und jeder Spieler bekommt einen Spielfigurensatz mit vier Spielfiguren einer Farbe, die auf die Startfelder gestellt werden. Das Standardspiel wird mit vier oder sechs Spielern gespielt, wobei jeweils zwei sich gegenübersitzende Spieler ein Team bilden und nur gemeinsam gewinnen können. Ein Spieler mischt die Karten und teilt an jeden Spieler sechs Karten aus. Danach gibt er den Kartenstapel an seinen linken Nachbarn weiter.
Die Spieler schauen sich ihre Handkarten an und wählen jeweils eine Karte aus, die sie dem Mitspieler in ihrem Team verdeckt zuschieben. Der Spieler, der den Kartenstapel vor sich stehen hat, beginnt die Runde als Startspieler und spielt eine Karte offen aus, wobei er zu Beginn eine als Startkarte gekennzeichnete Karte (1/11 oder 13 mit Startsymbol) oder einen Joker benötigt, um eine der Figuren auf das Startfeld zu ziehen; danach wird keine Karte nachgezogen. Danach spielen alle Spieler im Uhrzeigersinn und legen Karten aus, mit denen sie ebenfalls jeweils eine Figur auf das Startfeld stellen müssen und diese danach entsprechend der Kartenvorgabe bewegen. Kann ein Spieler keine Karte durchführen, weil er nicht starten oder keine seiner Figuren bewegen kann, scheidet er für die gesamte Runde aus und legt seine kompletten noch vorhandenen Handkarten ab. Wenn alle Karten der Spieler ausgespielt oder abgelegt wurden, endet die Runde. Das Ziehen der Figuren erfolgt auf dem Spielfeld durch das Vorrücken der Figuren im Uhrzeigersinn (nach Vereinbarung auch gegen den Uhrzeigersinn) entsprechend der auf den Karten angegebenen Kartenwerte, wobei jede Karte vollständig gezogen werden muss. Eigene und fremde Figuren können übersprungen werden, es sei denn, sie befinden sich auf dem farbgleichen Startfeld. Auf einem Feld darf immer nur eine Figur stehen und wenn ein Spieler mit seiner Figur auf ein Feld zieht, auf dem bereits eine Figur steht, so wird diese Figur geschlagen und in den Startbereich zurückgestellt. Da Zugzwang besteht, solang ein Spieler passende Karten besitzt, kann es auch vorkommen, dass ein Spieler eine Figur des Teampartners oder sogar eine eigene Figur schlagen muss. Eine Figur auf dem gleichfarbigen Startfeld darf weder überholt noch geschlagen werden, weder von fremden noch von eigenen Figuren.
Neben den normalen, blauen, Zahlenkarten, gibt es einige rote Sonderkarten, die ebenfalls gespielt und ausgeführt werden müssen:
- die „1/11“ und die „13“ sind Startkarten, mit denen ein Spieler alternativ eine Figur aus dem Startbereich auf das Startfeld oder um die angegebenen Werte vorwärts ziehen kann. Bei der 1/11-Karte kann er zudem wählen, ob er sie für ein oder elf Felder einsetzt.
- die „7“ ist eine Zahlkarte, mit der der Spieler sieben Felder vorrückt. Anders als bei anderen Zahlenkarten werden alle Figuren geschlagen, die in dem Zug überholt werden. Alternativ können die sieben Felder auch auf verschiedene Figuren der eigenen Farbe verteilt werden.
- die „4±“ ermöglicht es dem Spieler, vier Felder vorwärts oder rückwärts zu ziehen. Sie kann auch eingesetzt werden, um eine Figur vom Startfeld um vier Felder rückwärts zu ziehen, um sie danach in einem oder mehreren Zügen ins Ziel zu ziehen, ohne das Spielfeld zu umrunden.
- Mit der Tauschkarte muss eine eigene Figur mit einer beliebigen Figur des Teampartners oder einer fremden Figur die Position tauschen.
- Das „?“ ist eine Jokerkarte, die für eine beliebige andere Karte eingesetzt werden kann.

Zu Beginn der zweiten Runde teilt der Spieler, vor dem der Kartenstapel steht, an alle Spieler jeweils nur noch fünf Karten aus und legt den Kartenstapel vor seinem linken Nachbarn ab. In den Folgerunden nimmt die Anzahl der Karten pro Runde um jeweils eine bis auf eine einzelne Karte ab, danach werden wieder sechs Karten verteilt und die nächste abnehmende Rundenserie startet. Wenn der Kartenstapel aufgebraucht ist, wird der Ablagestapel gemischt und zum neuen Kartenstapel. In jeder Runde starten die Spieler damit, ihrem jeweiligen Partner eine Karte verdeckt zuzuspielen, bevor der Startspieler die erste Karte ausspielt.
Ziel des Spiels ist es, die eigenen Spielfiguren zu den Zielfeldern zu bringen. Im Zielbereich dürfen die dort befindlichen Figuren nicht übersprungen werden. Sobald ein Spieler seine vier Figuren auf den Zielfeldern stehen hat, darf er seinen Teampartner mit seinen Karten unterstützen. Das Spiel endet, wenn ein Team alle Spielsteine auf den Zielfeldern stehen hat.

### Spiel für 2, 3 und 5 Spieler
Im Spiel mit zwei oder einer ungeraden Anzahl von Spielern spielen alle Spieler einzeln statt in Teams. Sie spielen jeweils mit fünf statt mit vier Spielfiguren, wobei eine Figur sofort auf das Startfeld gestellt wird. Grundsätzlich gelten dabei die gleichen Regeln wie im Teamspiel, mit ein paar Ausnahmen:
- Wenn ein Spieler mit seinen Handkarten keine Figur ziehen kann, muss er eine seiner Karten abwerfen und darf eine neue Karte nachziehen. Wenn er auch mit dieser Karte nicht ziehen kann, muss er eine weitere seiner Handkarten abwerfen, damit alle Spieler gleich viele Karten für die nächste Runde haben.
- Der Kartentausch verläuft im Uhrzeigersinn. Dabei schiebt jeder Spieler zu Beginn der Runde eine Karte seiner Wahl an seinen linken Nachbarn.

Das Spiel gewinnt der Spieler, der als erster vier seiner Spielfiguren im Ziel hat.

## Geschichte und Rezeption
Das Spiel DOG erschien 2008 beim deutschen Spieleverlag Schmidt Spiele. Es handelt sich dabei um eine Überarbeitung des in der Schweiz beliebten gleichnamigen Spiels und damit um eine Variante des kanadischen Tock, bei dem es sich wiederum um eine Pachisi-Variante handelt. Bereits vor der Veröffentlichung gab es Dog als Spiel in der Schweiz und wurde von Christine Trösch aus St. Gallen 1982 nach einem Kanadaaufenthalt in die Schweiz gebracht und gemeinsam mit ihrem heutigen Ehemann Urs Meyer veröffentlicht.
2010 erschien mit Compact DOG eine Kompaktversion des Spiels, 2013 zudem die Version Dog Deluxe. Aufbauend auf DOG veröffentlichte Schmidt Spiele weitere Ableitungen, vor allem die eigenständigen Spiele DOG Royal (2012) und Black DOG (2016), die beide von Johannes Schmidauer-König entwickelt wurden, sowie 2018 die Kinderspielversion DOG kids. Basierend auf dem Kartensatz des DOG-Spiels entwickelten Michael Kiesling und Wolfgang Kramer 2015 zudem das Kartenspiel DOG cards, ein Kartenablagespiel ohne spielmechanischen Bezug zu DOG.

## Belege
1. 1 2 3 4 5 6 7 8  DOG, Spieleanleitung Schmidt Spiele, 1998, abgerufen am 22. Mai 2023 (PDF; 1,74 MB).
2. 1 2  DOG, Versionen von DOG bei BoardGameGeek. Abgerufen am 14. August 2018.